# Générosité : Un perfectionnement
Générosité : Un perfectionnement (titre original en anglais : Generosity: an Enhancement) est un roman de Richard Powers paru originellement en 2009 et paru en français au Cherche midi en 2011.

## Résumé

### Partie 1: Gens et pays étrangers
Russell Stone, correcteur pour un magazine local de l'agglomération de Chicago, est amené par Candace Weld, psychologue au Mesquakie College (Chicago), à assurer un atelier d'écriture à un groupe de huit étudiants en beaux-arts : Sue West, Charlotte Hullinger, Adam Tovar, Roberto Munoz, Kiyoshi Sims, Mason Mason, John Thornell, Thassadit Amzwar. La jeune kabyle Thassa rayonne de bonheur et de sociabilité.

### Partie 2: Marche sur l'air
Candace Weld, 38 ans, mère d'un garçon de 10 (Gabriel, Gaby), serait un bon clone de Grace, « juste un peu plus vieille », revoit Russell Stone, cet enseignant « calamiteux » (P. 187), à propos de la vidéaste Thassa (23 ans). Stone lui invente le nom de Générosité, « Miss Generosity ». Dans une intrigue parallèle, Tonia Schiff (36 ans), journaliste scientifique télégénique, animatrice de l'émission hebdomadaire à succès Hors Limites, s'entretient (sous caméra) avec Thomas Kurton (57 ans), scientifique transhumaniste, et entrepreneur (« Le génie et le génome ») : son objectif affiché est le rajeunissement universel, l'exubérance (p.200), loin de tout appétit financier. Après une soirée collective alcoolisée, Thassa amène un collègue dans sa chambre. Thornell cherche à la violer, mais elle l'en dissuade, le « déboussole » (p.184), déjoue ce qui pourrait le détruire. Il fuit se livrer à la police. Russell Stone livre à la police le terme d'hyperthymie : « Elle est constitutionnellement incapable d'aller autrement que bien » (p.193). Le bref reportage télévisuel est suivi d'une interview collective dans un hebdomadaire gratuit, qui fait se déchaîner les réseaux sociaux : l'hyperthymie pourrait être une « maladie contagieuse ». Thassa reçoit déjà des demandes individuelles d'intervention. Candace Weld et Russell Stone commencent à s'apprivoiser, « pitoyables » et « magnifiques ». Thomas Kurton demande par mail à rencontrer Thassa, dans sa quête des « fondements génétiques du bonheur »…

### Partie 3: Bien au-delà du regard
Tonia Schiff séjourne seule à Tunis et rejoint El Kef en taxi collectif, en passant vers les ruines de Dougga. Thassa invite Candace et Russell à une conférence opposant un romancier prix Nobel et le génomiste Kurton. La rencontre Thassa-Kurton se déroule à l'aquarium, principalement près des bélugas. Kurton euphorique invite Thassa à une batterie de tests à Boston, où il espère approcher « la biochimie exacte de toutes les émotions humaines ». Et Thassa présente les bons allèles, ce qui justifie la publication en revue (avec le pseudonyme de Jen pour désigner Thassa). Candace invite Stone à découvrir la teneur en prépublication. Gabriel lui présente, sur internet, son Futopia, et son « chercheur de chaos » numérique, dans ses voyages, qui se trouvent être le pays exact de Thassa. Tous les quatre partagent un repas maghrébin typique. Une « tempête de verglas » fait sortir tous les habitants du quartier : coupure générale d'électricité, réseaux paralysés, ordinateur hors d'usage. Thassa et Russell sont amenés à passer la nuit chez Candace. Au matin, tout est redevenu normal. Parallèlement, Kurton récupère l'ADN de Tonia Schiff (profil génétique, SNP, indels).

### Partie 4: Nouvelle première page
Candace et Russell découvrent à la télévision l'émission Le génie et le génome, et passent à leurs propres désirs. La communauté scientifique s'éclate. Tonia, seule, au Kef, monte une émission, avec des images de son enfance, en tant que Louise Joy Brown, issue de fécondation in vitro. La collègue Sue révèle sur son blog l'identité de Jen : Thassa. Celle-ci est très vite harcelée (mail, téléphone, adresse) par des individus, des journalistes, puis des chrétiens : Thassa étant de famille chrétienne, le pasteur Mike Burns y voit une preuve de la position divine. Russell et Candace se lancent dans l'écriture d'une fiction romanesque à quatre mains. Thassa participe à une émission Oona Show, d'O'Donough, avec Kurton, avec les risques revendiqués d'une performance en direct. Tonia Schiff prépare une émission sur l'envers de ce bonheur un peu trop promotionnel. Thassa éprouve quelque difficulté à achever sereinement le montage de son film de fin de semestre, Au retour du printemps. Le directeur de Candace, par professionnalisme, lui impose une thérapie et la fin de tout contact avec Thassa. La relation privilégiée de Thassa, en fuite, avec Russell et Candace paraît définitivement terminée.

### Partie 5: Pas plus que Dieu
Deux ans plus tard, Tonia Schiff, seule, dans une petite ville de Tunisie, attend. Et le lecteur découvre d'autres facettes des personnages principaux et secondaires, divers rebondissements…

### Culture
Le livre convoque, évoque, invoque Kateb Yacine, Edward Hopper, Saint-Augustin, Charles Darwin, Assia Djebar (317), Albert Camus (La Peste, p.367), Belkacem Hadjadj (Machaho), Abderrahmane Bouguermouh (La Colline oubliée), Azzedine Meddour (La Montagne de Baya, p.318), Craig Venter, Edward Teller, et quelques autres, dont Frederick P. Harmon, auteur d'un manuel d'écriture créative. Mais aussi la révolte de Relizane (1864-1896) ou de Sétif (1945).

### Réception
Le livre a été bien reçu aux États-Unis, puisque désigné meilleur livre de l'année par le New-York Times. Il semble avoir été bien apprécié également en France, même si des perfectionnements seraient bienvenus.

## Éditions
- (en) Richard Powers, Generosity : An Enhancement, New York, Farrar, Straus & Giroux, juin 2009, 296 p. (ISBN 978-0-374-16114-9, LCCN 97039647)
- Richard Powers (auteur) et Jean-Yves Pellegrin (traducteur), Générosité : Un perfectionnement [« Generosity : An Enhancement »], Paris, Le Cherche midi, coll. « Lot 49 », 23 août 2011, 480 p. (ISBN 978-2-7491-1491-0, LCCN 427030340)